# الإمارات خمسة
الإمارات خمسة أو النشطاء الاماراتيون الخمسة هم خمسة نشطاء ألقي القبض عليهم في أبريل 2011 بتهمة خرق قانون التشهير في دولة الإمارات العربية المتحدة من خلال إهانة رؤساء الدول، وهم رئيس دولة الإمارات السابق خليفة بن زايد آل نهيان، ونائب الرئيس محمد بن راشد آل مكتوم وحاكم أبو ظبي. ورئيس الإمارات محمد بن زايد آل نهيان، عندما كان ولياً للعهد، من خلال إدارة موقع إلكتروني مناهض للحكومة يعبر عن آراء مناهضة للحكومة.
النشطاء الخمسة الذين اعتقلوا هم:
- ناصر بن غيث؛ خبير اقتصادي إماراتي ومحاضر في جامعة باريس السوربون فرع أبو ظبي.
- أحمد منصور، مهندس إماراتي ومدون وناشط في مجال حقوق الإنسان.
- فهد سليم دلك؛ ناشط إلكتروني إماراتي.
- حسن علي الخميس؛ ناشط إلكتروني إماراتي.
- أحمد عبد الخالق، ناشط على الإنترنت.

في 27 نوفمبر 2011، حُكم على ناصر بن غيث وفهد دلك وحسن الخميس وأحمد عبد الخالق بالسجن لمدة عامين، وعلى أحمد منصور بالسجن لمدة ثلاث سنوات لكونه المهندس الرئيسي والعقل المدبر للموقع. لكن في اليوم التالي، حصل الخمسة على عفو رئاسي من الشيخ خليفة بن زايد واطلق سراحهم.

## الاعتقالات
مستلهمين الزخم المتزايد للربيع العربي المؤيد للديمقراطية، بدأ النشطاء الإماراتيون في التعبير عن معارضتهم للحكومة الإماراتية في أوائل عام 2011. واعتقل بن غيث، "أستاذ الاقتصاد"، في 11 أبريل/نيسان بسبب دعوته إلى "إصلاحات ديمقراطية واقتصادية". والقي القبض على منصور، وهو مهندس ومدون وعضو في منظمة هيومن رايتس ووتش، في نفس اليوم لتوقيعه على عريضة لصالح برلمان منتخب، واعتقلت دلك والخميس وعبد الخالق بسبب أنشطتهم على الإنترنت قبل محاكمة منصور، نهاية الشهر. وبعد اعتقالهم، ذكرت وسائل الإعلام أن الخمسة كانوا "متطرفين دينيين" وعملاء أجانب لإيران.
حظي اعتقالهم باهتمام دولي، مع التغطية المستمرة من قبل قناة بي بي سي نيوز، ونيويورك تايمز، والعديد من وسائل الإعلام الأخرى. قامت منظمة العفو الدولية بإدراج سجناء الرأي الخمسة ودعت إلى إطلاق سراحهم الفوري وغير المشروط، وقامت بتنظيم عرضاً من الكوميديين والكتاب للضغط من أجل قضيتهم في مهرجان أدنبرة 2011. والذي عرف باسم "الإمارات خمسة" للإشارة إليهم، وهو الاسم الذي تبنته بعض المصادر الإعلامية فيما بعد. أدانت هيومن رايتس ووتش المحاكمة ووصفتها بأنها "اعتداء على حرية التعبير"، كما دعت فرونت لاين ديفندرز ومؤشر الرقابة والشبكة العربية لمعلومات حقوق الإنسان إلى إطلاق سراحهم. وبسبب خلفية بن غيث الأكاديمية، فقد نُظم إحتجاجاً على محاكمته أيضًا من قبل لجنة حقوق الإنسان التابعة للأكاديمية الوطنية الأمريكية للعلوم، ومنظمة العلماء المعرضون للخطر، ولجنة العلماء المعنيين.

## المحاكمة والإدانة والعفو
بدأت محاكمتهم في 14 يونيو/حزيران 2011 في أبو ظبي. وانتقد متحدث باسم هيومن رايتس ووتش "حملة العلاقات العامة" التي تقوم بها حكومة الإمارات العربية المتحدة ضد المتهمين، مشيراً إلى أن العشرات من المتظاهرين المؤيدين للحكومة كانوا يحضرون المحاكمة للاحتجاج على السجناء الخمسة. واتهمت الحكومة السجناء بانتهاك المادة 176 من قانون العقوبات الإماراتي، التي تجرم إهانة قيادة الأمة؛ وركزت قضية المدعي العام على مشاركاتهم في منتدى مؤيد للديمقراطية عبر الإنترنت، والذي أغلق بحلول ذلك الوقت واستبداله بموقع لخدمات السفر. وفي 18 يوليو/تموز، أعلنت براءتهم. وأدانت منظمة العفو الدولية في وقت لاحق محاكمتهم ووصفتها بأنها "غير عادلة في الأساس" و"شابتها مخالفات"، مشيرة إلى أن المتهمين "حرموا من أي فرصة حقيقية للطعن في التهم والأدلة المقدمة ضدهم". كما وصفت هيومن رايتس ووتش المحاكمة بأنها "جائرة للغاية".
وفي 3 أكتوبر/تشرين الأول، رفض الإماراتيون الخمسة حضور جلسة محاكمتهم، مطالبين بفتح جلسات الاستماع للجمهور والسماح لهم باستجواب الشهود. وفي 13 نوفمبر/تشرين الثاني، وبينما كانت المحاكمة لا تزال جارية، بدأ الخمسة إضراباً عن الطعام احتجاجاً على استمرار احتجازهم؛ وذكرت هيومن رايتس ووتش أن الخمسة كانوا في حالة صحية سيئة. وفي 27 نوفمبر/تشرين الثاني، حكمت هيئة مكونة من أربعة قضاة على بن غيث ودلك والخميس وعبد الخالق بالسجن لمدة عامين، وعلى أحمد منصور بثلاث سنوات.
لكن في اليوم التالي، حصل الخمسة على عفو رئاسي وأطلق سراحهم. ورفض مكتب الرئيس خليفة التعليق للصحفيين حول سبب العفو. وقال بن غيث للصحفيين إنه سعيد بإطلاق سراحه، لكنه شعر أن المحاكمة كانت "لحظة حزينة لوطننا، وبداية لدولة بوليسية شوهت صورة الإمارات إلى الأبد".
أُعيد اعتقال ناصر بن غيث في مارس/آذار 2017 بعد تعليقاته على تويتر بشأن اعتقاله السابق. وشملت التهم الموجهة إليه "إهانة دولة الإمارات العربية المتحدة". وأفادت منظمة العفو الدولية أنه لم يتمكن من إعداد دفاع مناسب لأن السلطات الإماراتية فرضت قيوداً على اتصاله بمحام. وهو مضرب عن الطعام منذ 7 أكتوبر/تشرين الأول 2018، وأصبح أضعف من أن يتمكن من الوقوف، مع فقدان بصره في البداية. وحتى الآن لم يصدر أي رد من السلطات الإماراتية بشأن إطلاق سراحه.

## الاعتقالات اللاحقة

### أحمد منصور
ألقي القبض على أحمد منصور مرة أخرى في 19 مارس/آذار 2017، في منزله في عجمان، بتهمة نشر معلومات كاذبة والتحريض على الكراهية والتشهير بالإمارات عبر الإنترنت و"السعي إلى الإضرار بعلاقة الإمارات مع جيرانها". كما اتُهم بالتآمر مع منظمة إرهابية، لكن تمت تبرئته من هذه التهمة. واتُهم بعد ذلك بالسجن لمدة 10 سنوات وغرامة قدرها مليون درهم إماراتي (حوالي 270 ألف دولار أمريكي). وانتقدت منظمة العفو الدولية الإمارات بسبب الحكم الصادر بحق منصور ووصفت التهمة بأنها "ضربة مدمرة لحرية التعبير في البلاد" ودعت إلى الإفراج غير المشروط عن منصور. وهو حاصل على جائزة مارتن إينالز للمدافعين عن حقوق الإنسان عام 2015 قبل سجنه. بعد تدهور الظروف الصحية لمنصور وفقدانه الوزن بشكل كبير بسبب إضرابه عن الطعام لمدة شهر، طالبت هيومن رايتس ووتش بالإفراج الفوري عنه في أبريل 2019 ووصفت الحكم عليه بالسجن 10 سنوات بأنه "محاكمة غير عادلة".

### أحمد عبد الخالق
اعتقلت السلطات أحمد عبد الخالق مرة أخرى بسبب علاقاته المزعومة بحزب الإصلاح في مايو/أيار 2012، وهي منظمة سياسية لها جذور في جماعة الإخوان المسلمين ومدرجة على قائمة المنظمات الإرهابية في الإمارات. وبما أنه لم يكن مواطناً إماراتياً (كان من البدون سابقاً ويحمل جواز سفر من جزر القمر)، فقد عُرض عليه خيار الترحيل أو الإدانة والسجن. اختار خالق المغادرة إلى تايلاند، مغادرًا إلى بانكوك في 16 يوليو 2012. وانتقدت هيومن رايتس ووتش الاعتقال ووصفت الإجراء بأنه "طرد غير قانوني" بدافع رغبة الحكومة في خنق المعارضة.